# Tatort: Du hast keine Chance
Du hast keine Chance ist der Titel der insgesamt 12. Tatort-Folge mit Kriminalhauptkommissar Max Palu (Jochen Senf). Die 478. Tatort-Folge wurde am 2. September 2001 im Ersten erstmals ausgestrahlt. Es geht um den Tod eines Geschäftsmanns und die Entführung eines Jungen aus dem privaten Umfeld von Max Palu.

## Handlung
Der junge Imbissbudenbesitzer Mike Keller feiert den Geburtstag seiner Freundin Mascha Nibur. Der junge Existenzgründer hat Geldsorgen, die Gläubiger sitzen ihm im Nacken. Unterdessen eröffnet Margit Palu, dass ihr Neffe Patrick für vier Wochen zu Besuch kommen wird. Am nächsten Tag kommen Bagger angerollt, um Mikes Imbiss abzureißen. Da er die Ablöse nicht rechtzeitig bezahlt hat, sind seine Rechte an dem Stand erloschen, obwohl er den Imbisswagen und die gesamte Ausrüstung dafür gekauft und bezahlt hat. Palu holt unterdessen Margits Neffen vom Bahnhof ab. Mascha spricht bei Mikes Gläubiger Lohmann vor. Lohmanns Frau Corinna schläft währenddessen mit ihrem Liebhaber Gerry Adler, der auch der Vater von Corinnas Kind ist. Lohmann fordert unterdessen Sex von Mascha, so könne sie ihrem Freund helfen. Mike fährt mit seinem Freund Jürgen unterdessen seinen Imbisswagen vor Lohmanns Bürogebäude, um ihm diesen zurückzugeben und sein Geld zurückzubekommen. Mascha flieht aus Lohmanns Büro; als kurz darauf Corinna und Gerry in Lohmanns Büro kommen, liegt Lohmann mit einer Schere im Rücken erstochen am Boden. Mike kniet neben der Leiche, beteuert aber seine Unschuld. Palu lässt Mike festnehmen; als Palu anschließend Mascha befragen will, sagt sie ihm, dass er damals ihren Vater unschuldig ins Gefängnis gebracht und sich dieser daher umgebracht hätte. Ihren Freund würde er nicht auch noch fertig machen.
Im Präsidium beteuert Mike weiterhin seine Unschuld, an der Mordwaffe befinden sich nur Mikes Fingerabdrücke; wenn andere darauf gewesen wären, hat Mike diese verwischt. Palu trifft im Präsidium kurz seinen Stuttgarter Kollegen Bienzle. Mascha sucht Palu bei sich zu Hause auf, um ihn dazu zu bewegen, ihren Freund freizulassen, aber Palu sagt ihr, dass er aufgrund der Indizien nichts für Mike tun könne. Corinna Lohmann geht unterdessen mit Adler die Geschäftsakten durch und meint, dass ihr Lohmann fast sämtliche Geschäftsgeheimnisse verschwiegen hat. Deininger kommt ins Büro und sieht die beiden in vertrauter Pose. Bei der Befragung sagt Adler aus, dass er und Lohmann gleichberechtigte Partner waren. Es gab zwei Lebensversicherungen, eine zugunsten von Corinna und eine gegenseitige, die nun zugunsten von Adler ausfällt, um das Geschäft abzusichern. Am Abend wird Mikes Freund Jürgen Mascha gegenüber zudringlich, er meint, sie brauche nicht auf Mike zu warten, da er ohnehin lebenslänglich bekomme. Sie wirft ihn daraufhin aus der Wohnung. Am nächsten Morgen entführt Mascha Margits Neffen Patrick, der für Palu zum Bäcker gehen wollte. Sie verschleppt Patrick in eine stillgelegte Fabrik, wo sie ihn einsperrt. Mascha ruft bei Margit an und sagt, dass das Kind nur überleben werde, wenn Mike freikäme. Unterdessen erfährt Mascha, dass Patrick nicht der Sohn von Palu ist, trotzdem behält sie ihn als Geisel. Deininger unterrichtet derweil Palu darüber, dass Corinna Lohmann und Adler ein Verhältnis haben und finanziell von Lohmanns Tod profitieren. Die Staatsanwältin Dr. Lenius unterrichtet Palu darüber, dass er nicht an den Ermittlungen in diesem Fall beteiligt sein soll, weil er persönlich betroffen ist, das BKA und Deininger sollen den Jungen finden.
Bienzle bietet unterdessen Palu seine Hilfe bei den Ermittlungen an, was Palu dankbar annimmt. Die beiden Kommissare suchen Mike in seiner Zelle auf, er weigert sich, auf seine Freundin zugunsten des Kindes einzuwirken. Margit versucht unterdessen, Palu dazu zu bringen, Mike freizulassen, um Patrick zu retten. Sie hat kein Verständnis für seine dienstlichen Verpflichtungen. Deininger findet in der WG von Mascha ein Foto, das in der alten Eisenhütte in Völklingen aufgenommen wurde. Jürgen meldet den Beamten, dass sein Auto von Mascha gestohlen wurde. Mascha macht einen weiteren Erpressungsanruf bei Palu, der nach Völklingen zurückverfolgt werden kann. Deininger erzählt Palu von der alten Eisenhütte, die Beamten fahren sofort dorthin, allerdings bemerkt Mascha rechtzeitig die Polizei und kann in letzter Sekunde mit dem Jungen entkommen. Palu fährt zum Bürogebäude Lohmann/Adler und folgt Corinna und Adler zu einem Restaurant, in dem sich die beiden als Paar präsentieren. Palu kommt an ihren Tisch und befragt sie, diese zeigen sich unbeeindruckt. Von der Gerichtsmedizin erfährt Palu am nächsten Morgen, obwohl er nicht mehr zuständig ist, dass der Mörder von Lohmann nicht hinter, sondern vor ihm stand und ihm die Schere seitlich in den Rücken gerammt hat. Lohmann hätte wohl kaum einen Fremden so nah an sich herangelassen. Daher nimmt Palu Lohmanns Partner Adler wegen Mordverdachts vorläufig fest. Palus Vorgesetzter und die Staatsanwältin folgen Palus Thesen und lassen Mike frei. Mike wird von der Polizei beschattet, schafft es aber, seine Verfolger abzuhängen.
Mascha und Mike treffen sich wieder, Mike will aber Patrick noch nicht freilassen, da die beiden Geld für die Flucht benötigen. Mascha zeigt Mike daraufhin einen Revolver, den sie Jürgen gestohlen hat. Mike ruft Palu an und sagt diesem, dass er 250.000 DM haben will, um den Jungen freizubekommen. Als Mike Mascha nochmals beteuert, dass er Lohmann nicht umgebracht habe, antwortet diese, dass dies niemand besser wisse als sie. Sie erzählt ihm, dass Lohmann Sex von ihr wollte und gleich auf sie losgegangen sei. Sie überlegt, sich der Polizei zu stellen, doch Mike redet ihr das aus und meint, sie würden es schon schaffen. Mike ruft Palu noch einmal an, um die Modalitäten der Geldübergabe zu klären. Das Handy kann derweil geortet werden, Mike und Mascha befinden sich mit dem Jungen auf einer Dorfkirmes kurz hinter der Grenze auf französischem Boden. Als die französische Polizei die beiden stellen will, schießt Mike einen Polizisten nieder, dieser wird lebensgefährlich verletzt und verstirbt kurz darauf im Krankenhaus. Unterdessen kann anhand der Spurenauswertung festgestellt werden, dass nicht Adler, sondern Mascha Lohmann getötet hat. Palu organisiert unterdessen mit seinem Vorgesetzten die Geldübergabe. Es wird vereinbart, dass der Zugriff durch die Beamten erst erfolgt, wenn der Junge frei ist.
Palu geht mit der Geldtasche in die alte Eisenhütte nach Völklingen. Er möchte erst den Jungen, bevor er das Geld übergibt. Nachdem der Junge frei ist, schickt Palu den Jungen aus dem Industriegebäude. Palu weist Mike und Mascha darauf hin, dass weitaus weniger Geld in der Tasche ist. Er versucht, Mike zur Aufgabe zu bewegen, und sagt ihm zu, ihm dann zu helfen, so gut er kann. Mike und Mascha versuchen, ohne Palu zu fliehen. Nach einer Verfolgungsjagd flüchtet sich das Paar auf das Dach eines der Industriegebäude und springt gemeinsam vor Palus Augen in den Tod.

## Rezeption

### Einschaltquoten
Du hast keine Chance erreichte bei seiner Erstausstrahlung am 2. September 2001 insgesamt 6,49 Mio. Zuschauer, was einem Marktanteil von 20,4 % entsprach.

### Kritiken
TV Spielfilm urteilte: „Solider ‚Tatort‘ mit Bonnie-&-Clyde-Touch“.